# Peliococcus globulariae
Peliococcus globulariae är en insektsart som först beskrevs av Goux 1937.  Peliococcus globulariae ingår i släktet Peliococcus och familjen ullsköldlöss.
Artens utbredningsområde är Frankrike. Inga underarter finns listade i Catalogue of Life.